# Francisco Cabral
Francisco Cabral (Porto, 8 januari 1997) is een Portugees tennisser.

## Carrière
Cabral maakte zijn profdebuut in 2016. In 2021 behaalde hij aan de zijde van landgenoot Nuno Borges zes challengertitels.  In 2022 zette zij die opmars verder met een eerste ATP-finale die gewonnen werd tegen het duo Máximo González en André Göransson. Hij won later dat jaar een tweede ATP-titel aan de zijde van Tomislav Brkić. Daarnaast wonnen ze in 2022 ook nog drie challengers, hij won ook nog een aan de zijde van de Pool Szymon Walków.

## Palmares
| Legenda                       | Legenda               |
| ----------------------------- | --------------------- |
| Grand Slam                    |                       |
| Olympische Spelen             |                       |
| tot 2009                      | vanaf 2009            |
| Tennis Masters Cup            | ATP Finals            |
| ATP Masters Series            | ATP Tour Masters 1000 |
| ATP International Series Gold | ATP Tour 500          |
| ATP International Series      | ATP Tour 250          |

### Dubbelspel
| Nr.                          | Datum             | Toernooi    | Ondergrond | Partner              | Tegenstanders in finale                   | Score            | Details |
| ---------------------------- | ----------------- | ----------- | ---------- | -------------------- | ----------------------------------------- | ---------------- | ------- |
| gewonnen finales herendubbel |                   |             |            |                      |                                           |                  |         |
| 1.                           | 1 mei 2022        | ATP Estoril | Gravel     | Nuno Borges          | Máximo González André Göransson           | 6-2, 6-3         | details |
| 2.                           | 24 juli 2022      | ATP Gstaad  | Gravel     | Tomislav Brkić       | Robin Haase Philipp Oswald                | 6-4, 6-4         | details |
| verloren finales herendubbel |                   |             |            |                      |                                           |                  |         |
| 1.                           | 23 april 2023     | Banja Luka  | Gravel     | Oleksandr Nedovjesov | Jamie Murray Michael Venus                | 2-6, 5-7         | Details |
| 2.                           | 23 juli 2023      | Båstad      | Gravel     | Rafael Matos         | Gonzalo Escobar Oleksandr Nedovjesov      | 2-6, 2-6         | Details |
| 3.                           | 26 september 2023 | Chengdu     | Hardcourt  | Rafael Matos         | Sadio Doumbia Fabien Reboul               | 6-4, 5-7, [7-10] | Details |
| Gewonnen challengers         |                   |             |            |                      |                                           |                  |         |
| 1.                           | 11 april 2021     | Oeiras      | Gravel     | Nuno Borges          | Pavel Kotov Tseng Chun-hsin               | 6-1, 6-2         |         |
| 2.                           | 26 september 2021 | Braga       | Gravel     | Nuno Borges          | Jesper de Jong Bart Stevens               | 6-3, 6-7, [10-5] |         |
| 3.                           | 7 november 2021   | Tenerife    | Hardcourt  | Nuno Borges          | Jeevan Nedunchezhiyan Purav Raja          | 6-3, 6-4         |         |
| 4.                           | 28 november 2021  | Manama      | Hardcourt  | Nuno Borges          | Maximilian Neuchrist Michail Pervolarakis | 7-5, 6-7, [10-8] |         |
| 5.                           | 12 december 2021  | Maia        | Gravel     | Nuno Borges          | Andrej Martin Gonçalo Oliveira            | 6-3, 6-4         |         |
| 6.                           | 19 december 2021  | Maia        | Gravel (i) | Nuno Borges          | Piotr Matuszewski David Pichler           | 6-4, 7-5         |         |
| 7.                           | 4 april 2022      | Oeiras      | Gravel     | Nuno Borges          | Sanjar Fayziev Markos Kalovelonis         | 6-3, 6-0         |         |
| 8.                           | 10 april 2022     | Oeiras      | Gravel     | Nuno Borges          | Zdeněk Kolář Adam Pavlásek                | 6-4, 6-0         |         |
| 9.                           | 24 april 2022     | Praag       | Gravel     | Szymon Walków        | Tristan Lamasine Lucas Pouille            | 6-2, 7-6         |         |
| 10.                          | 8 mei 2022        | Praag       | Gravel     | Nuno Borges          | Andrew Paulson Adam Pavlásek              | 6-4, 6-7, [10-5] |         |
| 11.                          | 29 april 2023     | Rome        | Gravel     | Nicolás Barrientos   | Andrej Goloebev Denys Moltsjanov          | 6-3, 6-1         |         |

## Resultaten grote toernooien
| Legenda | Legenda                          |
| ------- | -------------------------------- |
| g.t.    | geen toernooi gehouden           |
| l.c.    | lagere categorie                 |
| –       | niet deelgenomen                 |
| G       | uitgeschakeld in de groepsfase   |
| 1R      | uitgeschakeld in de eerste ronde |
| 2R      | uitgeschakeld in de tweede ronde |
| 3R      | uitgeschakeld in de derde ronde  |
| 4R      | uitgeschakeld in de vierde ronde |
| KF      | uitgeschakeld in de kwartfinale  |
| HF      | uitgeschakeld in de halve finale |
| F       | de finale verloren               |
| W       | het toernooi gewonnen            |
| w-v     | winst/verlies-balans             |

### Dubbelspel
| toernooi            | 2022 | 2023 | 2024 |
| ------------------- | ---- | ---- | ---- |
| Grandslamtoernooien |      |      |      |
| Australian Open     | –    | 1R   |      |
| Roland Garros       | –    | 3R   |      |
| Wimbledon           | 2R   | 2R   |      |
| US Open             | 2R   | 2R   |      |
| Statistieken        |      |      |      |
| titels per jaar     | 2    | 0    | 0    |
| eindejaarsranking   | 54   | 52   |      |